# Astragalus jigenensis
Astragalus jigenensis es una especie de planta del género Astragalus, de la familia de las leguminosas, orden Fabales.

## Distribución
Astragalus jigenensis se distribuye por China.

## Taxonomía
Fue descrita científicamente por Y. H. Wu. Fue publicada en Fl. Kunlunica 2: 721 (2015).